# Col d'Aspin

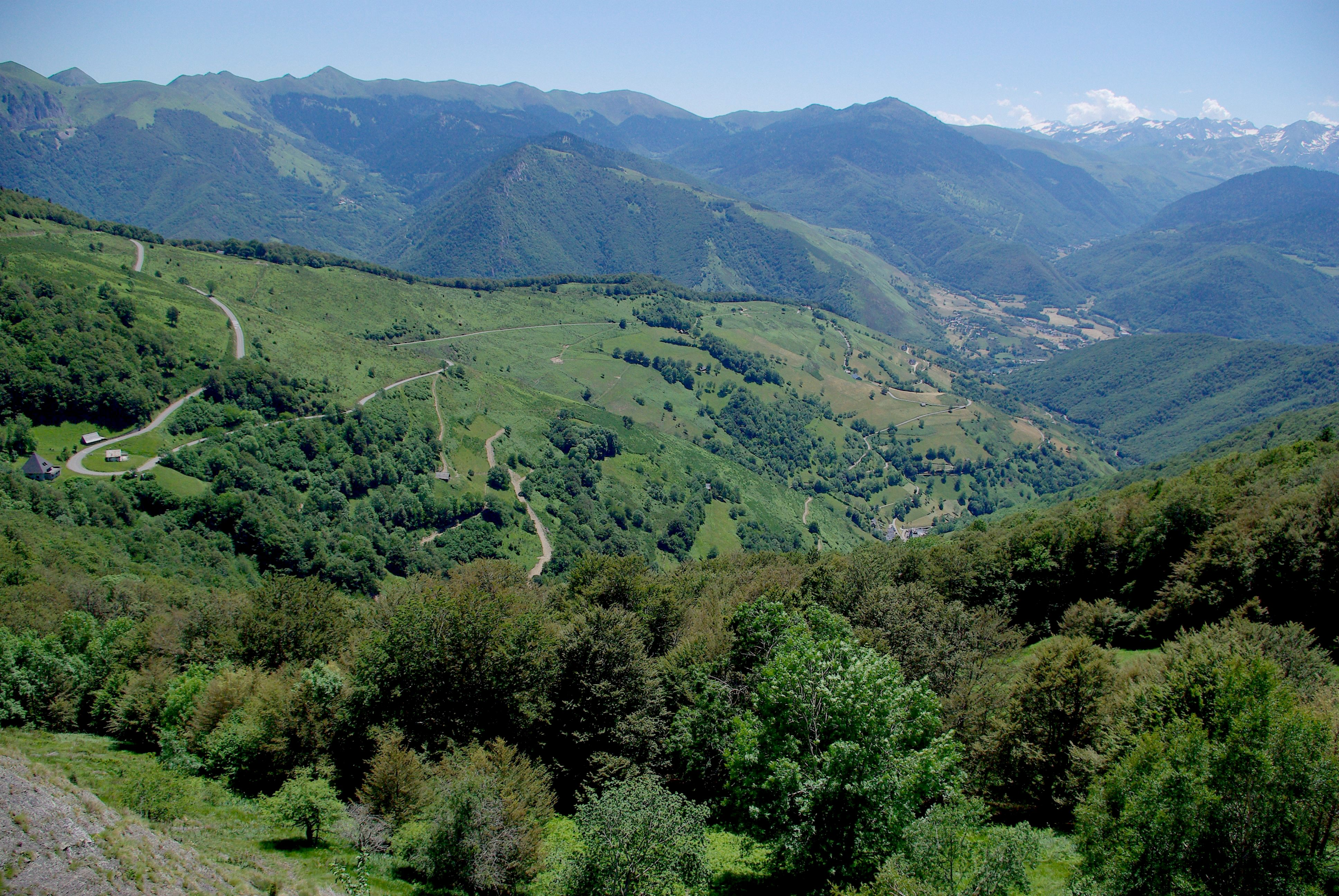
Utsikt från Col d'Aspin mot Arreu.

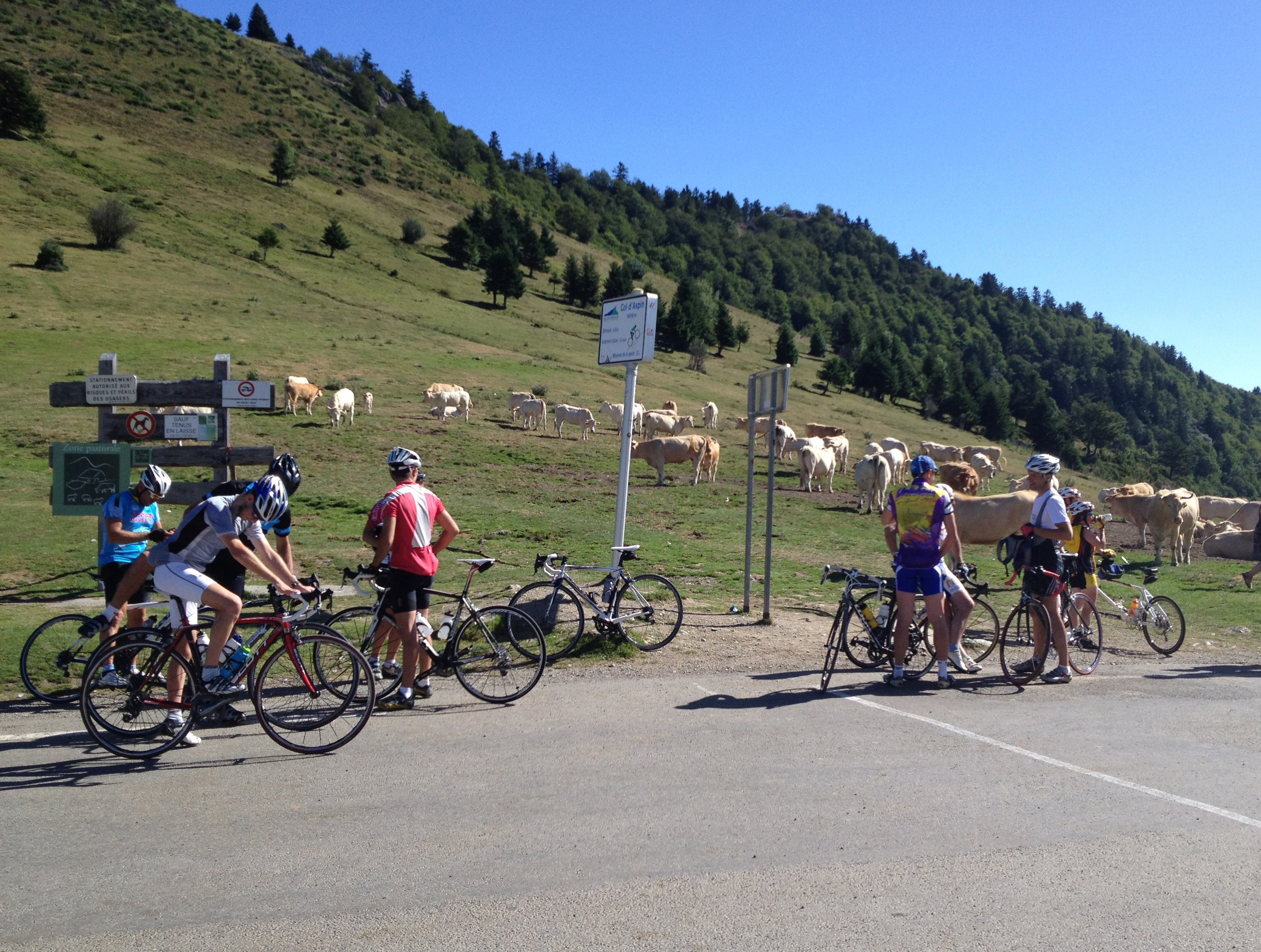
Amatörcyklister på krönet av Col d'Aspin.

Col d'Aspin är ett bergspass i den franska regionen Hautes-Pyrénées i Pyrenéerna. Den högsta punkten på vägen (D918) genom passet ligger på 1 489 meter över havet. Vägen förbinder Sainte Marie de Campan, i den övre delen av Adours dalgång med Arreau vid Neste, ett biflöde till Garonne. 
Col d'Aspin är mest känt från Tour de France där det ligger mellan passen Col du Tourmalet i väster och Col de Peyresourde i sydost. Första gången passet ingick i touren var 1910.
Västerifrån, från Sainte Marie de Campan, är stigningen 12,8 km lång, har en höjdskillnad på 642 m och en genomsnittlig stigning på 5 % (som mest 9 %).
Österifrån, från Arreu, är stigningen 12 km lång, har en höjdskillnad på 779 m och stiger i genomsnitt med 6,5 % (som mest 9,5 %).
Col d'Aspin har även ingått i Vuelta a España.